# Julius Nyerere

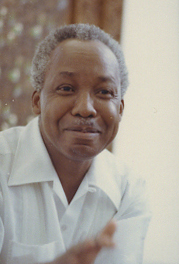
Julius Nyerere (1976)

Julius Kambarage Nyerere (geboren am 13. April 1922 in Butiama (nahe dem Ostufer des Victoriasees); gestorben am 14. Oktober 1999 in London) führte als Vorsitzender der sozialistisch orientierten Tanganjika African National Union (TANU) das von 1919 bis 1961 unter britischer Hoheit stehende ostafrikanische Mandats- bzw. (ab 1946) Treuhandgebiet Tanganjika in die staatliche Unabhängigkeit. Aufgrund dieses Sachverhalts wird er in Tansania bis in die Gegenwart auch als „Lehrer“ (Swahili: Mwalimu) und „Vater der Nation“ (Swahili: Baba wa Taifa) betitelt.
Nyerere war ab Mai 1961 der erste Ministerpräsident des zunächst mit einem Autonomiestatut versehenen Landes und wurde nach Erlangung der vollständigen Unabhängigkeit 1962 zum Staatspräsidenten und Regierungschef der als Präsidialdemokratie verfassten „Republik Tanganjika“ gewählt. Nach dem Zusammenschluss mit der damaligen Volksrepublik Sansibar und Pemba im Jahr 1964 blieb er bis zu seinem Rücktritt 1985 Präsident der nunmehr Vereinigten Republik Tansania.
Auf internationaler Ebene war Nyerere in seinem letzten Regierungsjahr 1984/85 Vorsitzender der Organisation für Afrikanische Einheit (OAU), der Vorgängerorganisation der heutigen Afrikanischen Union. Tansania schloss sich unter seiner Präsidentschaft der Bewegung der Blockfreien Staaten an. Bis zu seinem Tod war der praktizierende Katholik Nyerere als friedensvermittelnder Diplomat auf dem afrikanischen Kontinent anerkannt und wurde mit entsprechenden übernational verliehenen Auszeichnungen gewürdigt.

## Leben

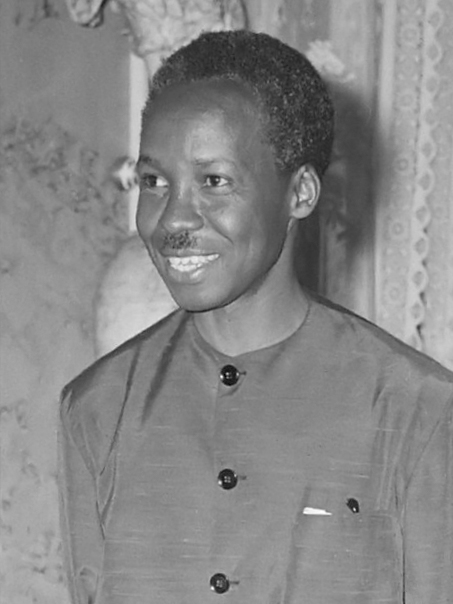
Julius Nyerere (1965)

Nyerere wurde als Sohn eines Oberhaupts, Nyerere Burito, der Zanaki, eines kleinen Volkes in der Region Mara, geboren. Seine Mutter Myuaga Nyang'ombe gab ihm den Namen Kambarage, welcher auf einem Vorfahren beruhte. Er besuchte ab 1934 die Mwisenge Primary School, in der er als sehr guter Schüler von seinem Lehrer gefördert wurde. Später besuchte er die weiterführende Tabora Boys School, wo er einen Debattierclub gründete. Aufgrund seiner Leistungen erhielt er ein staatliches Stipendium für das Studium dort. Die britische Kolonialverwaltung förderte die Ausbildung der Söhne von Häuptlingen, da sie glaubte, dass dies dazu beitragen würde, das Häuptlingssystem aufrechtzuerhalten und die Entstehung einer separaten gebildeten indigenen Elite zu verhindern, die die koloniale Herrschaft herausfordern könnte.
Er war Katholik. Von 1949 bis 1952 studierte er als erster Tanganjikaner in Großbritannien an der Universität Edinburgh. Er wurde Lehrer und gründete 1954 die Tanganyika African National Union (TANU) als nationale Massenpartei.
1960 wurde er Ministerpräsident und führte am 9. Dezember 1961 sein Land in die Unabhängigkeit von Großbritannien. 1962 wurde er erstmals zum Staatspräsidenten von Tanganjika gewählt; 1965, 1970, 1975 und 1980 wurde er wiedergewählt. Im April 1964 konnte Nyerere sein Land mit Sansibar zur Vereinigten Republik Tansania zusammenschließen. 1967 gab er seinen sozialistischen Überzeugungen in der „Deklaration von Arusha“ politischen Inhalt. Nyerere verstaatlichte die Banken und andere Wirtschaftsunternehmen, forderte die Neugründung sozialistischer Dorfgemeinschaften (Ujamaa) und eine Reform des Schulwesens. Ab 1977 gewährte er dem südafrikanischen ANC für dessen Exilschule, dem Solomon Mahlangu Freedom College, politische Unterstützung und stellte bei Morogoro großzügig die dafür benötigten Landflächen und einige ehemalige Farmgebäude zur Verfügung.
1971 und 1978 griff Ugandas Diktator Idi Amin Tansania an. Im zweiten Krieg eroberte Tansania die ugandische Hauptstadt Kampala und zwang Idi Amin zur Flucht.
Nyerere unterstützte 1977 einen Staatsstreich auf den Seychellen gegen die demokratisch gewählte Regierung unter James Mancham.

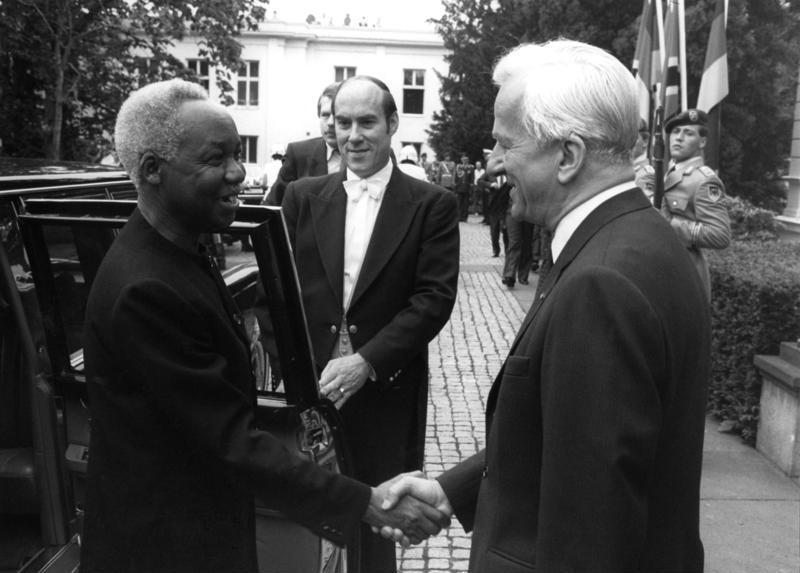
Bei einem Treffen mit dem westdeutschen Bundespräsidenten Richard von Weizsäcker in Bonn (1985)

1985 trat er als Staatspräsident zurück, blieb aber bis 1990 Vorsitzender der Einheitspartei Chama Cha Mapinduzi (CCM; Swahili: „Partei der Revolution“), die 1977 auf Initiative Nyereres aus der Fusion der TANU mit der Afro-Shirazi Party (ASP) Sansibars hervorgegangen war.
Bis zu seinem Tod 1999 war Nyerere als Friedensvermittler in Afrika unterwegs.

## Sonstiges
Nyerere war mit Bernhard Grzimek befreundet. Ebenfalls befreundet war er mit dem zwei Jahre jüngeren Staatspräsidenten von Sambia, Kenneth Kaunda, der Nyerere als politisches Vorbild betrachtete. Als Kaunda in den 1990er Jahren von der neuen sambischen Regierung unter konstruierten Vorwürfen inhaftiert wurde, besuchte Nyerere ihn demonstrativ im Gefängnis und erreichte gemeinsam mit Nelson Mandela Kaundas Freilassung. Von Nyerere stammt auch der Ausspruch Uhuru na Kazi (Freiheit und Arbeit).

## Würdigungen

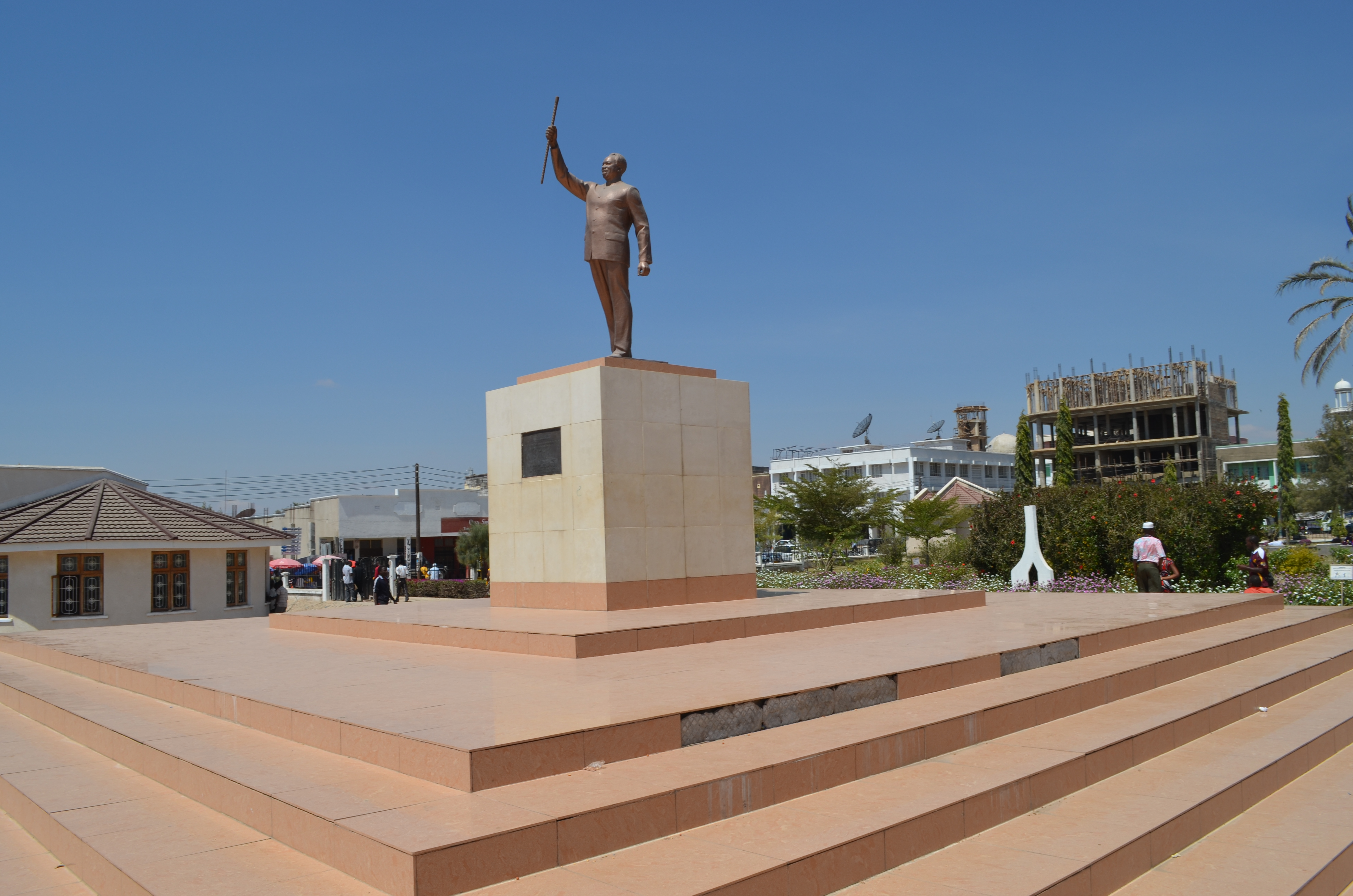
Nyerere-Statue in Dodoma, der Hauptstadt Tansanias

1983 wurde Nyerere mit dem Nansen-Flüchtlingspreis ausgezeichnet. Die UNESCO würdigte ihn 1992 mit der Verleihung des Simón-Bolívar-Preises als „großen Humanisten, dessen Werte mehrere Generationen beeinflusst haben“. 1995 war er erster Preisträger des Gandhi-Friedenspreises der Indischen Regierung.
Im September 2009 wurde Nyerere postum anlässlich einer Feierstunde im Präsidentenpalast von La Paz, Bolivien, im Namen der Generalversammlung der Vereinten Nationen der Titel „World Hero of Social Justice“ verliehen.
Die Volksrepublik China würdigte 2015 in einem Festakt an der Pädagogischen Universität Ostchina im Zusammenhang mit der Herausgabe einer bereits bei Oxford University Press verlegten Ausgabe der ausgewählten Werke von Nyerere die kontinuierlichen Beziehungen zwischen Tansania und China während seiner Regierungszeit und unter seinen Amtsnachfolgern.
In Tansania sind zahlreiche Straßen, Plätze und andere öffentliche Gebäude/Einrichtungen nach Julius Nyerere benannt, darunter auch der bedeutendste Flughafen des Landes, der Julius Nyerere International Airport in Daressalam.

### Seligsprechungsverfahren
Nyerere war ein frommer Katholik, der auch während seines öffentlichen Wirkens täglich zur Messe ging und häufig fastete. Das Bistum Musoma leitete im Januar 2005 den diözesanen Prozess zur Seligsprechung ein.

### Orden und Ehrenzeichen
Am 21. März 2010 wurde Nyerere postum der höchste Orden der Republik Namibia im Rahmen des 20-jährigen namibischen Unabhängigkeitstages verliehen. Seine Ehefrau nahm den Welwitschia-Mirabilis-Orden 1. Klasse entgegen.

## Zitate
„Während arme Nationen wie Tansania für jene Strukturänderungen im Weltwirtschaftssystem kämpfen, ohne die unsere eigenen Entwicklungsanstrengungen nichtig gemacht würden, stellen wir fest, dass die amerikanische Wirtschaftsmacht sich auf der anderen Seite einreiht, das heißt, auf der Seite unserer andauernden Ausbeutung.“

„Den armen Ländern wird gesagt, sie müssten hart arbeiten, mehr produzieren und wären dann in der Lage, ihre Armut zu überwinden. […] Nehmen wir den Fall von Sisal – früher Tansanias wichtigster Exportartikel – und beziehen ihn auf den Preis von Traktoren. 1965 konnte ich einen Traktor für 17,25 Tonnen Sisal kaufen; der gleiche Traktor kostete 1972 indes soviel wie 47 Tonnen Sisal. […] Die reichen Länder werden reicher, weil ihre wirtschaftliche Stärke ihnen wirtschaftliche Macht verleiht; die armen Länder bleiben arm, weil ihre wirtschaftliche Schwäche sie zu Marionetten im Machtspiel der Anderen macht.“

## Schriften von Julius Nyerere
- Freedom and Unity. A Selection from Writings and Speeches 1952–65. Dar es Salaam 1966.
- Freedom and Socialism. A Selection from Writings and Speeches 1965–1967. Dar es Salaam 1968.
- Ujamaa. Essays on Socialism. Dar es Salaam 1968.
- Freedom and Development. A Selection from Writings and Speeches. Dar es Salaam, 1968–1973 (dt. in Auszügen Freiheit und Entwicklung; Dienste in Übersee, Stuttgart 1975).
- Bildung und Befreiung : aus Reden u. Schriften; von November 1972 bis Januar 1977. (= Texte zum kirchlichen Entwicklungsdienst, 14), Lembeck, Frankfurt am Main 1977.